# John Costelloe (Politiker)
John Costelloe war ein irischer Politiker und Senator im 10. Seanad Éireann.

## Leben
John Costelloe wurde am 28. November 1963 in den Seanad Éireann gewählt, um den vakanten Sitz des zuvor verstorbenen Senators Daniel Moloney einzunehmen. Wie dieser wurde auch Costelloe von der Berufsgruppe „Industrie, Handel und Finanzwesen“ (Industrial and Commercial Panel) gewählt, einer der fünf Berufsgruppen, die zusammen 43 der 60 Mitglieder des Seanad Éireann wählen. Bei den Wahlen zwei Jahre später wurde er nicht wiedergewählt und gehörte dem Seanad Éireann seit 1965 nicht mehr an.